# Speyeria
Speyeria — рід денних метеликів родини сонцевиків (Nymphalidae).

## Таксономія
Таксон вважався підродом Argynnis, але він був відновлений як окремий рід у 2017 році.

## Поширення
Рід поширений в Північній Америці, Європі та Азії.

## Опис
Метелики середніх або великих розмірів. Передні крила з ледь увігнутим або рівним зовнішнім краєм, край задніх крил хвилястий. У багатьох видів нижня сторона, як правило, з перламутровими плямами, полями або перев'язами. Голова з голими очима (без волосків), губні щупики покриті волосками. Вусики з головчастою булавою. Центральні ланки передніх і задніх крил замкнуті. На передніх крилах жилки R1, R2 не розгалужуються і беруть початок від центральної ланки. Жилки R3, R4, R5 мають загальний стовбур, який також починається від центральної ланки на нижньому боці крил. У геніталіях самця ункус широкий, без зубців, тільки з дрібними колючками, верхній відросток вальв у вигляді ноги.

## Види
Рід містить 19 видів, з них 3 види поширені в Євразії та 16 видів в Північній Америці.
Євразійські види
- Speyeria aglaja (Linnaeus, 1758) — підсрібник габовий
- Speyeria alexandra (Ménétriés, 1832)
- Speyeria clara (Blanchard, [1844])

Північноамериканські види
- Speyeria diana (Cramer, [1777])
- Speyeria cybele (Fabricius, 1775)
- Speyeria aphrodite (Fabricius, 1787)
- Speyeria idalia (Drury, [1773])
- Speyeria nokomis (Edwards, 1862)
- Speyeria edwardsii (Reakirt, 1866)
- Speyeria coronis (Behr, 1864)
- Speyeria zerene (Boisduval, 1852)
- Speyeria carolae (dos Passos & Grey, 1942)
- Speyeria callippe (Boisduval, 1852)
- Speyeria egleis (Behr, 1863)
- Speyeria adiaste (Edwards, 1864)
- Speyeria atlantis (Edwards, 1862)
- Speyeria hesperis (Edwards, 1864)
- Speyeria hydaspe (Boisduval, 1869)
- Speyeria mormonia (Boisduval, 1869)